# Dyschoriste lycioides
Dyschoriste lycioides är en akantusväxtart som beskrevs av Emilio Chiovenda. Dyschoriste lycioides ingår i släktet Dyschoriste och familjen akantusväxter. Inga underarter finns listade i Catalogue of Life.